# 佐々木みゆ
佐々木 みゆ（ささき みゆ、2011年〈平成23年〉6月21日 - ）は、日本の子役。東京都出身。トップコート所属。

## 経歴
第71回カンヌ国際映画祭でパルム・ドールを受賞した、2018年公開の是枝裕和監督映画『万引き家族』にメインキャストの子役として出演し、注目された。
是枝はオーディションについて、「みゆちゃんは表情が暗くて、それがよかった。本人はすごく明るいのに。僕はオーディションのとき、本人が受け応えしているとき以外に、他の子が発言しているときの様子もよく見るんです。どういう顔をして聞いているのか、どういう反応をするのか。みゆちゃんはじっと前を見たまま。その表情が一瞬、輝いたりするのを撮りたかった」と語っている。

## 出演

### 映画
- 便利屋エレジー（2017年6月24日） - 私設託児所「かんがる〜」の児童 役
- 万引き家族（2018年6月8日） - 北条じゅり 役[5]
- 癒しのこころみ〜自分を好きになる方法〜（2020年7月3日） - 碓氷花 役
- いのちの停車場（2021年5月21日） - 若林萌 役
- お終活 熟春!人生、百年時代の過ごし方 （2021年5月21日）- 大原沙耶 役
- 雨に叫べば （2021年12月16日）- 幼少期の花子 役

### テレビドラマ
- ひみつ×戦士 ファントミラージュ!（2019年4月 - 2020年6月、テレビ東京） ‐ 紫月ナノハ 役、紫月ヨツバ(幼少期) 役
- 坂の途中の家 第3話・第4話・最終話（2019年5月11日・18日・6月1日、WOWOW） ‐ 島本亜子 役
- 警視庁・捜査一課長 新作スペシャルII（2019年7月14日、テレビ朝日） ‐ 星山笹音 役
- 深層捜査スペシャル（2019年9月8日、テレビ朝日） ‐ 幼い玲子 役
- 死役所 第8話 - 最終話（2019年12月5日 - 19日、テレビ東京） - 小野田凛 役[6]
- 立花登青春手控えスペシャル（2020年1月3日、NHK BSプレミアム） - およう 役
- 陰陽師（2020年3月29日、テレビ朝日） - 瀧子姫（幼少期） 役
- MIU404 第1話（2020年6月26日、TBS） - 西田千砂 役
- 着飾る恋には理由があって 最終話（2021年6月22日、TBS） - 桜庭みゆ 役

### CM
- ミサワホーム 「南極×ミサワホーム」篇（2017年5月19日 - ）[7]
- Amazon 「買い物の数だけ、ストーリーがある。」（2018年5月6日 - ） - みゆ 役[注 1][8]
  - 米粉篇 A - YouTube
  - 米粉篇 B - YouTube

### WEB動画
- 荒川区 施設案内 ゆいの森あらかわPR映像 - YouTube（2017年3月27日 - ）

### MV
- Awesome City Club「最後の口づけの続きの口づけを」（2020年）

### 吹き替え
- 真実（2019年10月11日） - シャルロット（クレモンティーヌ・グルニエ） 役[9]